# Aldo Rafael Forte
Aldo Rafael Forte (Havana, 1953) is een Amerikaans componist, muziekpedagoog, dirigent en trombonist van Cubaanse afkomst.

## Levensloop
Forte kwam op negenjarige leeftijd naar de Verenigde Staten. De familie woonde in Huntsville (Alabama) en door zijn vader, een professor voor wiskunde en amateur musicus (klassieke gitaar), kwam hij al vroeg in contact met de muziek. Hij studeerde aan de Technologische Universiteit van Tennessee in Cookeville en de Universiteit van Southern Mississippi in Hattiesburg. Zijn compositie-docenten waren onder anderen Ross Lee Finney, William Presser en Robert Jager.
Hij was 26 jaar als huiscomponist en arrangeur voor de United States Air Force Heritage of America Band op hun thuisbasis in Langley (Virginia) werkzaam. Intussen is Forte genaturaliseerd en Amerikaanse staatsburger. Hij ging met pensioen en is nu als freelance componist bezig. Verder is hij werkzaam als professor voor compositie aan de Christopher Newport Universiteit in Newport News.
In 2002 was hij gast-componist en -docent aan de Royal Military School of Music "Kneller Hall" in Twickenham en aan het London College of Music and Media. In 2003 was hij te gast in het Koninklijk Conservatorium in Den Haag.
Als componist is hij internationaal bekend. Zijn Van Gogh Portrait's behoorden in Nederland tot de meest uitgevoerde werken voor harmonieorkesten. Naast verschillende American Society of Composers, Authors and Publishers (ASCAP) Special Awards won hij in 2001 en 2005 de eerste prijs tijdens de "National Federation of Music Clubs American Music in the United States Armed Forces Composition Competition". 

## Composities

### Werken voor orkest
- 1981 Sinfonietta, voor strijkorkest
- 1983 Eclipse, voor orkest
- 1983 CITIES - Four Tone Paintings, voor orkest
- 1987 CANTOS, een zangcyclus voor bariton en orkest - tekst: Jose Marti
- 1990 Concert, voor hoorn en orkest
- 1991 Piezas Latino-Ibericas, concert voor koperkwintet en orkest
- 2003 The Potato Eaters" from "Van Gogh Portraits", bewerkt voor orkest
- 2005 Twickenham, symfonische scènes voor orkest

### Werken voor harmonie-, fanfareorkest en brassband
- 1969 Royal Triumph March
- 1970 March Olympia, op. 6
- 1982 Coronation song and dance, drie stukken voor harmonieorkest, op. 14
- 1991 Dance Suite on Spanish and Latin Rhythms
  1. La Corrida ("The Bullfight")[1]
  2. El Balle ("The Dance")[2]
  3. La Comparsa ("The Carnival")[3]
- 1996 Van Gogh Portraits
  1. The Potato Eaters (De Aardappeleters (1885))[4]
  2. La Berceuse[5]
  3. The Zouave (Le Zouave (1888))[6]
  4. The Drawbridge (Brug van Langlois)[7]
  5. Finale - Self Portrait of the Artiste[8]
- 1997 Synergy!, concert voor harmonieorkest
- 1997 A Port City Celebration
- 1998 The Riddle of the Sphinx, symfonisch gedicht voor harmonieorkest
  1. Introduction - Dawn of Life
  2. Childhood
  3. Adulthood
  4. The Twilight Years
- 1998 The Thunderbirds
- 1999 Olympus - four mythological legends
  1. Poseidon - of horses and the sea
  2. Aphrodite - of love and beauty
  3. Hermes - swift of motion
  4. Vulcan - of fire and metal
- 1999 PIZAZZ, animaties voor fanfareorkest (gecomponeerd in opdracht van Andels Fanfare Corps en opgenomen op de cd Fright'ning White)
- 2000 Symphony for the Millennium
- 2000 Impressionist Prints - Six Masters in two Galleries
  1. Gallery I:
    1. Monet: "Impression: Sunrise"/"The House of Parliament"[9]
    2. Degas: "The Star"[10]
    3. Van Gogh His Storms: "Weathfield with Crows (Korenvelden onder dreigende luchten met kraaien)"[11]

  2. Gallery II:
    1. Renoir's Elegence and Beauty: "La Parisienne"[12]
    2. Seurat's pointillism: "The Side Show"[13]
    3. Toulouse-Lautrec at the Moulin-Rouge - "La Goulue"/"Jane Avril" Dansant/"Valentin - le Desosse"[14]

  3. Epilogue: The Impressionists
- 2000 A Piedmont Celebration
- 2001 Vestida de Luto - draped in mourning black
- 2001 A Cup of Christmas Tea, voor spreker en harmonieorkest - tekst: Tom Hegg
- 2002 Tensegrity - an engineer's suite
- 2002 Danzas Brillantes
  1. Con Bravura
  2. Rhapsody-Sonando (dreaming)
  3. Flamenco
- 2003 DALI
  1. The Unicorn
  2. Don Quijote
  3. Elephant Spatial
  4. The Persistence of Memory
  5. Dante's "Inferno" - Dalí's "Ghastly Images"
- 2003 Van Gogh Portraits, versie voor brassband (bewerkt voor de "Brassband de Vooruitgang Nuenen")
- 2004 Dance Scenes
- 2004 Weather Vanes
- 2005 Symphonic Scenes from Romeo and Juliet
- 2006 Northwest Passages
  1. Mount St. Helens' Fury
  2. Puget Sound
  3. Skiing Crystal Mountain
- 2007 Savannah River Overture
- 2007 SPIRIT  -  tone pictures after the B2 bomber
  1. Prelude
  2. Stealth
  3. Attack
  4. Epitaph
  5. Triumph
- 2007 Vincent’s Canvases
  1. Dance Hall in Arles (De danszaal (december 1888))
  2. Irises - for Sue  (Irissen, (mei 1889))
  3. Self Portrait with Bandaged Ear (Zelfportret met verbonden oor (januari 1889))

#### Concerten voor instrumenten en harmonieorkest
- 1990 Concert, voor hoorn en harmonieorkest (is identiek met hetzelfde werk voor orkest)
  1. Digame
  2. Estranando
  3. Carnaval Habanero
- 1993 Elegy and Dance, voor hobo en harmonieorkest
- 1994 Canzonetta, voor eufonium en harmonieorkest
- 1994 Concert, voor sopraansaxofoon en harmonieorkest (die werk beleefde zijn cd-première met het Nationaal Jeugd Harmonie Orkest o.l.v. Alex Schillings en Linda Arnoldus sopraansaxofoon in 1995)
- 2003 Dance Rhapsody, voor tuba en harmonieorkest 
  1. Airs[15]
  2. Grooves[16]
  3. Animations[17]
- 2006 Pastiche  -  concerto dances, voor trombone en harmonieorkest 
  1. Agressions
  2. Tarantella
  3. Romance
  4. Carnaval
  5. Finale - Agitato
- 2006 Concertino, voor dwarsfluit, fagot en harmonieorkest

#### Werken voor grote koperensembles
- 1973 Adagio and Rondo, voor tuba ensemble
- 1980 Music for Trombones, voor trombone ensemble
- 1992 Tubas Latinas, voor tuba ensemble
- 1994 Spanish Sketches, voor grot koperensemble
- 1995 Seguidillas - repetitions and ostinatos, voor tuba ensemble
- 2004 Moser Cameos, voor spreker en eufoniumkoor - tekst: Carolyn Ruth Moser
- 2006 DYNAMO, voor tuba-/eufoniumensemble

### Werken voor jazz-ensemble
- 1981 Cloud 19, voor jazz-ensemble

### Vocale muziek
- 1978 Maybe this is love, voor zangstem en piano - tekst: Bettye Charlene Carson
- 1979 Go on, voor zangstem en piano - tekst: van de componist
- 1979 Unsatiated lady, voor zangstem en piano - tekst: William N. Elliott
- 1981 Holidays to me, voor zangstem en piano - tekst: Catherine V. Matisak

### Kamermuziek
- 1976 Koperkwintet in twee delen
- 1977 Blaaskwintet, op. 4
- 1994 Petite Suite, voor klarinetkwartet
- 1996 American Sketches, voor saxofoonkwartet
- 1996 Arias and Dances, voor klarinetkwartet
- 1997 Five Bagatelles, voor dwarsfluit en harp
- 1999 Solomon: The Rusty Nail, voor spreker en klarinetkwartet - tekst: William Steig
- 1999 Diversions and Lament, voor hoornkwartet
- 1999 Tableaux - ballet, voor dubbelkwintet
- 2006 The Headless Horseman  - excerpts from Washington Irving’s "The Legend of Sleepy Hollow", voor spreker, blaaskwintet en slagwerk
- 2006 Caribbean Capers, voor blaaskwintet en slagwerk
- 2006 The Young Person’s Guide to the Wind Quintet
- 2006 Petite Overture, voor blaaskwintet
- 2007 Dance Movements, voor tuba en twee slagwerkers

### Werken voor piano
- 2007 Music Box  - for Sue
- 2007 Turquoise  - for Sue

### Werken voor gitaar
- 1980 Dances for the classical guitar, op. 11

## Media
1. ↑  Dance Suite on Spanish and Latin Rhythms, deel 1: "La Corrida" door de "United States Air Force Heritage of America Band". Gearchiveerd op 20 februari 2013. Geraadpleegd op 12 februari 2010.
2. ↑  Dance Suite on Spanish and Latin Rhythms, deel 2: "El Balle" door de "United States Air Force Heritage of America Band". Gearchiveerd op 20 februari 2013. Geraadpleegd op 12 februari 2010.
3. ↑  Dance Suite on Spanish and Latin Rhythms, deel 3: "La Comparsa" door de "United States Air Force Heritage of America Band". Gearchiveerd op 20 februari 2013. Geraadpleegd op 12 februari 2010.
4. ↑  Van Gogh Portraits, deel 1: "The Potato Eaters (De Aardappeleters)" door de "United States Air Force Heritage of America Band". Gearchiveerd op 20 februari 2013. Geraadpleegd op 12 februari 2010.
5. ↑  Van Gogh Portraits, deel 2: "La Berceuse" door de "United States Air Force Heritage of America Band". Gearchiveerd op 20 februari 2013. Geraadpleegd op 12 februari 2010.
6. ↑  Van Gogh Portraits, deel 3: "The Zouave (Le Zouave)" door de "United States Air Force Heritage of America Band". Gearchiveerd op 20 februari 2013. Geraadpleegd op 12 februari 2010.
7. ↑  Van Gogh Portraits, deel 4: "The Drawbridge (Brug van Langlois)" door de "United States Air Force Heritage of America Band". Gearchiveerd op 20 februari 2013.
8. ↑  Van Gogh Portraits, deel 5: "Finale - Self Portrait of the Artiste" door de "United States Air Force Heritage of America Band". Gearchiveerd op 20 februari 2013.
9. ↑  Impressionist Prints - Six Masters in two Galleries, Gallery I: deel 1: Monet: "Impression: Sunrise"/"The House of Parliament" door de "United States Air Force Heritage of America Band". Gearchiveerd op 5 maart 2016.
10. ↑  Impressionist Prints - Six Masters in two Galleries, Gallery I: deel 2: Degas: "The Star" door de "United States Air Force Heritage of America Band". Gearchiveerd op 21 februari 2013.
11. ↑  Impressionist Prints - Six Masters in two Galleries, Gallery I: deel 3: Van Gogh: His Storms: "Weathfield with Crows (Korenvelden onder dreigende luchten met kraaien)" door de "United States Air Force Heritage of America Band". Gearchiveerd op 21 februari 2013. Geraadpleegd op 12 februari 2010.
12. ↑  Impressionist Prints - Six Masters in two Galleries, Gallery II: deel 1: Renoir's Elegence and Beauty: "La Parisienne" door de "United States Air Force Heritage of America Band". Gearchiveerd op 21 februari 2013. Geraadpleegd op 12 februari 2010.
13. ↑  Impressionist Prints - Six Masters in two Galleries, Gallery II: deel 2: Seurat's pointillism: "The Side Show" door de "United States Air Force Heritage of America Band". Gearchiveerd op 21 februari 2013. Geraadpleegd op 12 februari 2010.
14. ↑  Impressionist Prints - Six Masters in two Galleries, Gallery II: deel 3: Toulouse-Lautrec at the Moulin-Rouge - "La Goulue"/"Jane Avril" Dansant/"Valentin - le Desosse" - Epilogue: The Impressionists door de "United States Air Force Heritage of America Band". Gearchiveerd op 21 februari 2013.
15. ↑  Dance Rhapsody voor tuba en harmonieorkest - deel 1: Airs door "United States Air Force Heritage of America Band". Gearchiveerd op 21 februari 2013.
16. ↑  Dance Rhapsody voor tuba en harmonieorkest - deel 2: Grooves door "United States Air Force Heritage of America Band". Gearchiveerd op 21 februari 2013.
17. ↑  Dance Rhapsody voor tuba en harmonieorkest - deel 3: Animations door "United States Air Force Heritage of America Band". Gearchiveerd op 21 februari 2013.

- Gemeinsame Normdatei: 123676738
- International Standard Name Identifier: 0000 0001 1626 3188
- Library of Congress Control Number: no96028891
- Nationale Bibliotheek van Israël: 987007329832605171
- Nederlandse Thesaurus van Auteursnamen: 156757923
- Virtual International Authority File: 3720148997683959870007